# Stylops sparsipilosae
Stylops sparsipilosae är en insektsart som beskrevs av Pierce 1909. Stylops sparsipilosae ingår i släktet Stylops och familjen stekelvridvingar. Inga underarter finns listade i Catalogue of Life.